# 21e régiment de tirailleurs algériens
Pour les articles homonymes, voir 21e régiment.
Le 21e Régiment de Tirailleurs Algériens était un régiment d'infanterie appartenant à l'Armée d'Afrique qui dépendait de l'armée de terre française.

## Création et différentes dénominations
- 13 novembre 1918 : Création du 21e Régiment de Marche de Tirailleurs Algériens
- 1920 : Renommé 21e Régiment de Tirailleurs Algériens
- 1940 : Dissolution
- 1948 : Reconstitué en 21e Bataillon de Tirailleurs Algériens
- 1950 : Dissolution
- 1954 : Reconstitué en 21e Régiment de Tirailleurs Algériens
- 1958 : 21e Régiment de Tirailleurs
- 1962 : Dissolution

### Chefs de corps
- ... - 1939 : Colonel Louvet
- 1939-1940 : Lieutenant-colonel Thouvenin
- 1954 : Colonel Lacapelle.
- 1955 : Colonel Barral.
- 1958 : Colonel Terce.
- 1962 : Colonel Germain.
- 1962 : Chef d'état-major, : Chef de Bataillon Barbe.

## Historique des garnisons, campagnes et batailles du21eTirailleurs Algeriens

### Première Guerre mondiale
Créé le 13 novembre 1918 à la 8e Division d'Infanterie, en remplacement du 311e R.I. dissous, le 21e RMT est envoyé en Russie en 1919.

### Entre-deux-guerres
En 1922 il sera présent en Syrie avec l'Armée du Levant.

Entre les deux guerres, le 21e R.T.A est stationné en Lorraine, à Épinal.

### Depuis1945
Reformé sous l'appellation 21e Bataillon de Tirailleurs Algériens il opère en Indochine, au Tonkin, en 1948-1949.

Fin août 1949, il participe, avec le 25e B.T.A, à l'opération PITON.

En 1954, il est reformé à partir des trois bataillons d'infanterie et de la compagnie de commandement du Groupe Mobile Nord Africain[réf. nécessaire].

Guerre d'Algérie
De retour en Algérie en 1955, il combat ensuite dans la région de l'Oranie.
Au cessez-le-feu du 19 mars 1962 en Algérie, le 21°R.T créé comme 91 autres régiments, les 114 unités de la Force Locale.(Accords d'Evian du 18 mars 1962) Le 21°R.T forme deux unités de la Force locale de l'ordre Algérienne, la 502°UFL-UFO composé de 10 % de militaires métropolitains et de 90 % de militaires musulmans, qui pendant la période transitoire devaient être au service de l'exécutif provisoire algérien, jusqu'à l'indépendance de l'Algérie.

## Inscriptions portées sur le drapeau du régiment
Il porte, cousues en lettres d'or dans ses plis, les inscriptions suivantes :
- La Somme 1916
- Champagne 1918
- La Serre 1918
- Levant 1920-1927
- Maroc 1925-1926

## Décorations
Le 21e Bataillon de Tirailleurs Algériens reçoit le 28 décembre 1950 la Croix de Guerre des T.O.E avec palmes pour ses actions en Indochine.

## Devise
Fier comme l'aigle, Piquant comme le chardon, con comme la lune

## Insigne du21eTirailleurs Algériens
Le 1er modèle:

L'insigne comporte un croissant de lune doré, comportant le no 21 dans un cercle vert, posé dans un buisson d'épine; un aigle argenté, aux ailes déployées, regardant vers la droite s'appuie sur le croissant de sa serre gauche, la droite tenant un calice orné d'une croix.

## Personnalités ayant servi au régiment
- René Quantin (1910-1944), Compagnon de la Libération.
- René Briot (1913-1911), Compagnon de la Libération.

## Sources et bibliographie
- Anthony Clayton, Histoire de l'Armée française en Afrique 1830-1962, Albin Michel, 1994
- Robert Huré, L'Armée d'Afrique: 1830-1962, Charles-Lavauzelle, 1977